# Ямит (Афганистан)
Ямит (дари يميت) — кишлак на северо-востоке Афганистана, в вилаяте (провинции) Бадахшан. Входит в состав района Вахан.

## Географическое положение
Ямит расположен на северо-востоке Бадахшана, в высокогорной местности, на левом берегу реки Пяндж, вблизи места впадения в неё малой реки Ямит, на расстоянии приблизительно 149 километров к востоку от города Файзабада, административного центра вилаята. Абсолютная высота — 2799 метров над уровнем моря. Ближайшие населённые пункты — кишлак Хандуд (выше по течению Пянджа), кишлак Пыгиш (ниже по течению Пянджа).

## Население
В национальном составе преобладают ваханцы.